# Wiesława Tracz
Wiesława Danuta Tracz (ur. 2 stycznia 1939 w Gorzkowicach, zm. 27 marca 2020) – polska kardiolog, prof. dr hab. n. med.

## Życiorys
W 1962 ukończyła studia na Wydziale Lekarskim Akademii Medycznej w Łodzi, tam pracowała w Klinice Chorób Wewnętrznych pod kierunkiem Prof. Włodzimierza Musiała uzyskując specjalizację z chorób wewnętrznych i kardiologii. Obroniła pracę doktorską w 1969, w 1976 uzyskała stopień doktora habilitowanego. 9 października 1990 nadano jej tytuł profesora w zakresie nauk medycznych. Pełniła funkcję profesora zwyczajnego oraz rektora w Krakowskiej Wyższej Szkole Promocji Zdrowia.
W 1979 przybyła do Krakowa wraz z Antonim Dziatkowiakiem stworzyć Klinikę Kardiologii i Angiologii przemianowaną następnie na Klinikę Chorób Serca i Naczyń. Była dyrektorem w Instytucie Kardiologii na Wydziale Lekarskim Collegium Medicum Uniwersytetu Jagiellońskiego (2001–2008) i kierownikiem Kliniki Chorób Serca i Naczyń w Instytucie Kardiologii UJ CM (2001–2009). Była promotorem 12 prac doktorskich.
Otrzymała tytuł członka honorowego Polskiego Towarzystwa Kardiologicznego. 
Twórca i w latach 1992–2013 prezes Zarządu Fundacji „Dla Serca w Krakowie”. Była członkiem Polskiego Towarzystwa Angiologicznego, Europejskiego Towarzystwa Kardiologicznego, Europejskiego Towarzystwa Echokardiograficznego.
Dorobek naukowy Wiesławy Tracz obejmuje aż 906 publikacji oraz 19092 cytowań (na 31.03.2020).

## Odznaczenia
Była odznaczona Krzyżem Kawalerskim Orderu Odrodzenia Polski, Złotym Krzyżem Zasługi, Srebrnym Krzyżem Zasługi, Medalem 600-lecia Odnowienia Akademii Krakowskiej (2004), Medalem Ministra Zdrowia (2007), otrzymała Nagrody: Ministra Zdrowia i Opieki Społecznej (1977, 1979), Polskiego Towarzystwa Kardiologicznego, Ministra Edukacji Narodowej. 
Zmarła 27 marca 2020. Spoczywa na cmentarzu parafialnym w Małogoszczy.